# Komatsu

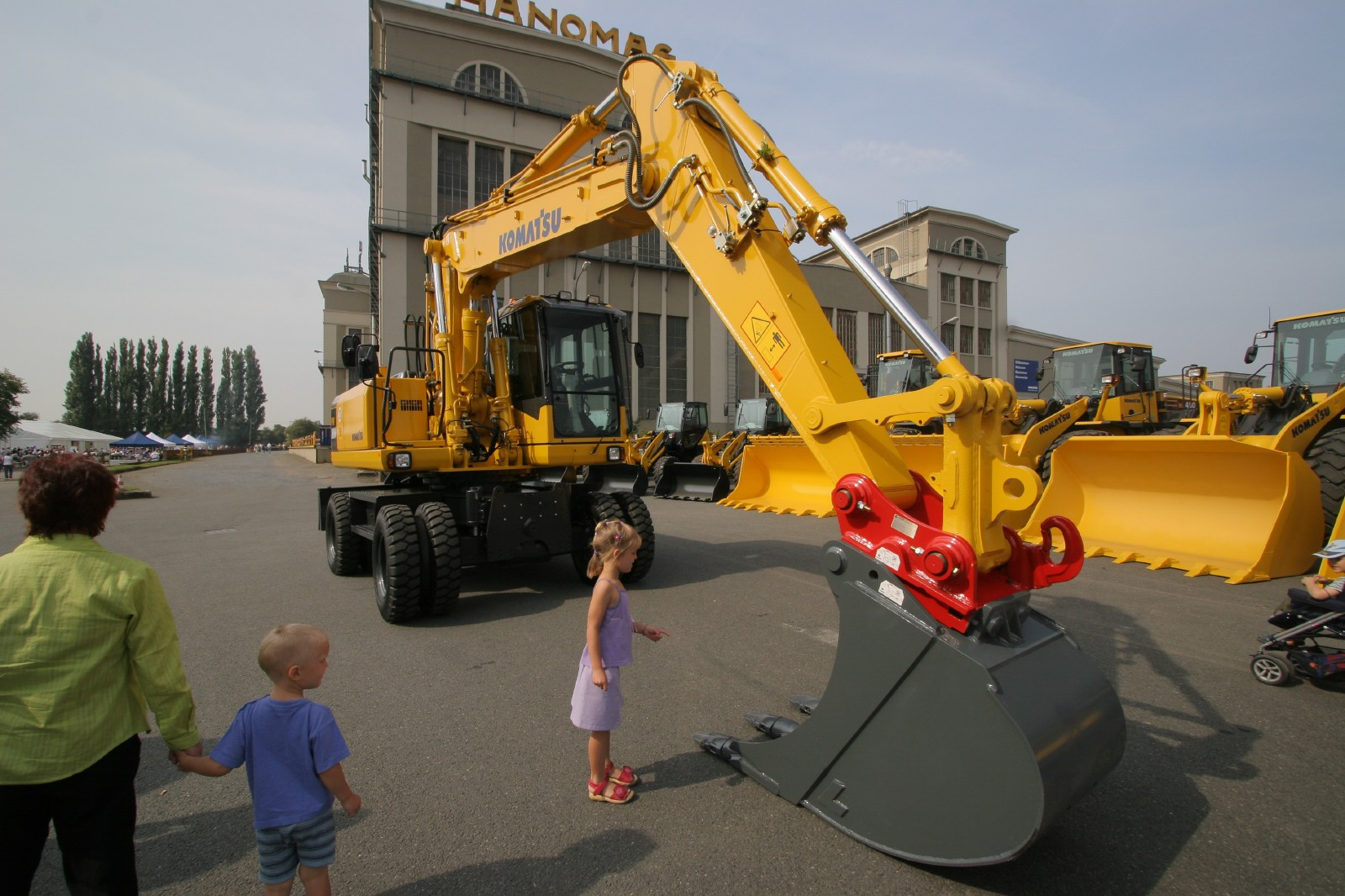
Hanomag Komatsu grävmaskin.

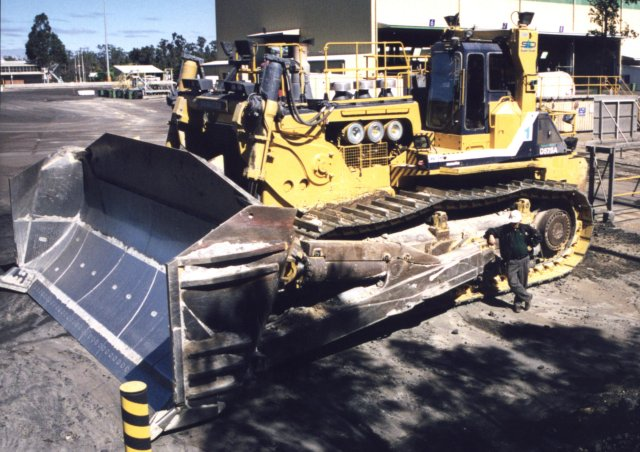
Komatsu D575 bulldozer.

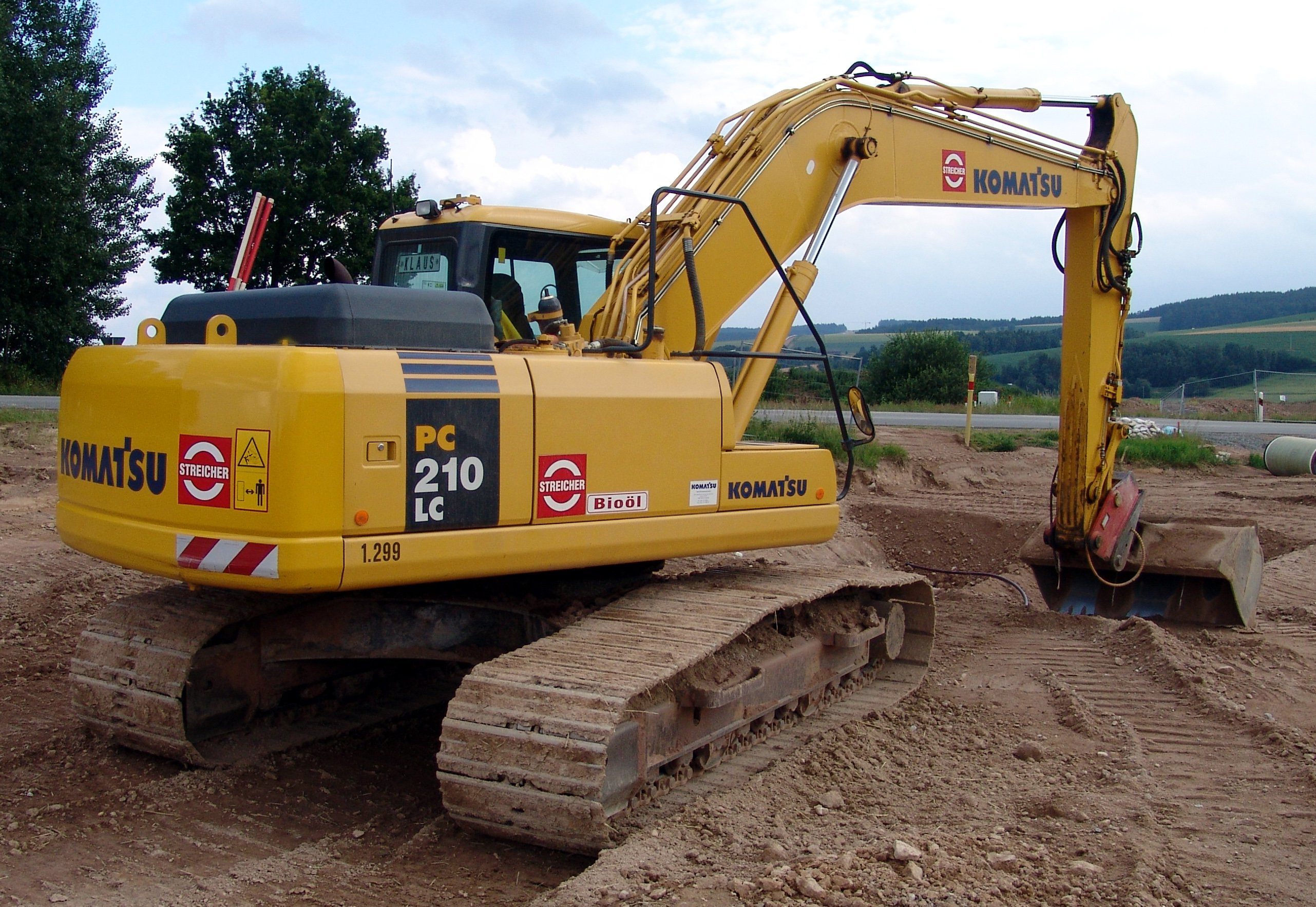
Komatsu 210 grävmaskin.

Komatsu (コマツ, eg. 小松製作所 Komatsu seisakusho) är Japans största tillverkare av anläggningsmaskiner.

## Marknadsposition
Komatsu är världstvåa inom anläggningsmaskiner. Företaget finns representerat genom dotterbolag i Europa, Nord- och Sydamerika,  Östasien, Mellanöstern och Oceanien samt 30 tillverkningsorter runt om i världen. Det är listat på Tokyobörsen och har knappt 6 000 direktanställda. Knappt 35 000 människor är direkt eller indirekt sysselsatta inom Komatsusfären.

## Utveckling
Företaget grundades år 1917 i staden Komatsu i Ishikawa prefektur för att understödja den lokala gruvnäringen med industrier. 1921 knoppades företaget av från gruvbolaget Takenouchi och fick sitt nuvarande namn. Under de första åren brottades Komatsu med olönsamhet, men finanserna förbättrades i och med Mukdenincidenten (Japans övertagande av Manchuriet). Komatsus verksamhet utökades till att omfatta tillverkning av traktorer och bulldozrar.
1951 flyttades huvudkontoret från Komatsu till Tokyo. Det nya huvudkontoret Komatsu building pryddes av en bulldozer på taket. Produktprogrammet utökades ytterligare till att omfatta också grävmaskiner, truckar och dumprar.
Runt 1960 började den amerikanska konkurrenten Caterpillar göra insteg på den japanska marknaden, och ett program vid namn Maru-A vidtogs för att lyfta kvaliteten på hela Komatsus produktspektrum. Detta ledde också till att nya exportmarknader öppnades, där japanska varor tidigare inte ansetts vara ett fullgott alternativ. En snabb etablering runt om i världen, både i form av rena säljorganisationer och tillverkning i nya fabriker, gav Komatsu ett fotfäste på i stort sett alla världsmarknader. Idag är marknaden för anläggningsmaskiner i stort sett delad mellan Komatsu och Caterpillar med litet utrymme för andra företag.

## Produktkategorier

### Entreprenadmaskiner
- Grävmaskiner
- Bulldozrar
  - Däribland världens största, D575
- Hjullastare
- Dumprar
- Väghyvlar
- Ångvältar
- Skogsmaskiner
  - Tillverkas av Komatsu Forest i Sverige och USA.

### Industrikomponenter
- Dieselmotorer till motorvagnar
- Dragbilar till flygplan
- Pressar
- Komatsu har även levererat växellådor och digitala system till F1-stallen Williams och Lotus[förtydliga]

### Försvarsmateriel
- Pansarfordon
- Skyddsfordon mot kemisk krigföring
- Trupptransportfordon